# Ophthalmolebias ilheusensis
Ophthalmolebias ilheusensis är en fiskart som först beskrevs av Costa och Lima 2010.  Ophthalmolebias ilheusensis ingår i släktet Ophthalmolebias och familjen Rivulidae. Inga underarter finns listade i Catalogue of Life.